# 287 TCN

## Sinh
- Archimedes, nhà toán học Hy Lạp, thiên văn học, vật lý học và triết học (khoảng chừng) (mất năm 212 TCN).